# 到貨即損
到貨即損（Defective on arrival）是指當客戶收到商品時，商品就已損毀，無法使用的情形。到貨即損常用在一些客戶在付款前無法事先檢查商品的情形（例如eBay購物），或是在進行退货授权（RMA）時。
到貨即損的英文defective on arrival，有時也會作為到院前死亡（death on arrival）的委婉說法。
若要偵測貨物是否在運送中受到碰撞，可以在貨物中加裝衝擊指示器來偵測。